# 庫丘克-阿德日戈利湖
45°6′9″N 35°26′49″E / 45.10250°N 35.44694°E
庫丘克-阿德日戈利湖（俄语：Кучук-Аджиголь），是俄羅斯的湖泊，位於該國西南部，由克里米亞負責管轄，長0.9公里、寬0.77公里，面積0.326平方公里，集水區面積2.5平方公里，湖岸線長度2.3公里。